# Josep Esteve Bartrina i Vilaró
Josep Esteve Bartrina i Vilaró (Barcelona, 1904 - 24 d'agost de 1987), també conegut com a José Esteban Vilaró, fou un periodista i empresari català.
Descendent de l'antiga familia Prim de Calella. El seu besoncle havia fet fortuna a la República Dominicana. El seu pare, Francesc d'Assís Bartrina i Roca, va ser diputat de la Mancomunitat.
Va ser el guanyador del primer concurs de reportatges de la revista Mirador, amb l'article "Monuments del Districte Vè", revista on va col·laborar des del 1932 al 1936. En aquesta època, va tenir una forta polèmica amb un altre col·laborador de Mirador, Albert Junyent i Quinquer, sobre el manteniment dels símbols monàrquics en temps de la República.
Després de la guerra va començar a signar els llibres i articles a Destino com José E. Vilaró i com J.E.V.. També va publicar el primer llibre de la editorial d'aquesta revista, "El ocaso de los dioses rojos" (Ed. Destino, Barcelona, 1939). Va publicar també, a Gráficas Alpha, "Un mundo insospechado en Barcelona", el 1945. El llibre era un aplec d'articles publicats a Destino sobre la mendicitat a la ciutat de Barcelona. Finalment, va publicar el llibre "Guinea", el 1950 a l'editorial Argos. Un llibre de viatges sobre Guinea Equatorial.
Va col·laborar a la revista de Calella, Estela. Però al final de la seva vida, va fer negocis a Guinea i va desentendre's del periodisme.

## Obra
- El ocaso de los dioses rojos. Barcelona, Ed. Destino. 1939.
- Un mundo insospechado en Barcelona. Barcelona, Gráficas Alpha. 1945.
- Guinea. Barcelona, Argos. 1950.